# Dysdaemonia fosteri
Dysdaemonia fosteri är en fjärilsart som beskrevs av Rothschild 1906. Dysdaemonia fosteri ingår i släktet Dysdaemonia och familjen påfågelsspinnare. Inga underarter finns listade i Catalogue of Life.